# Rašice
Rašice, ungarisch Felsőrás (bis 1927 slowakisch „Vyšné Rášovo“ oder „Horný Ráš“; ungarisch auch Rás) ist eine Gemeinde in der südlichen Mittelslowakei mit 252 Einwohnern (Stand 31. Dezember 2024), die zum Okres Revúca, einem Kreis des Banskobystrický kraj, gehört und in der traditionellen Landschaft Gemer liegt.

## Geographie

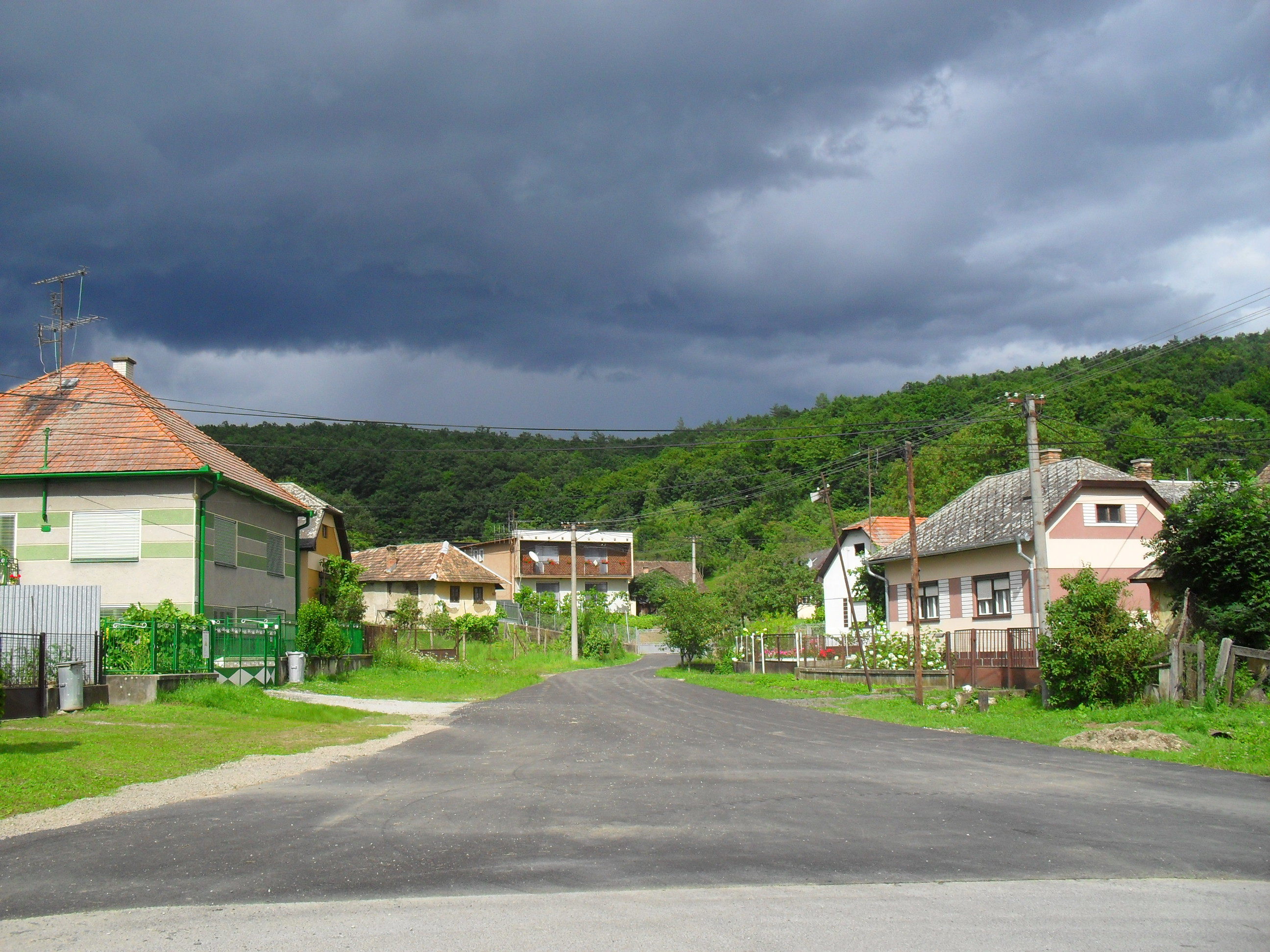
Rašice

Die Gemeinde befindet sich am Rande des Berglands Revúcka vrchovina im Slowakischen Erzgebirge, zwischen den Tälern des Turiec und der Kaloša im Einzugsgebiet der Slaná. Das Ortszentrum liegt auf einer Höhe von 207 m n.m. und ist 11 Kilometer von Tornaľa sowie 37 Kilometer von Revúca entfernt.
Nachbargemeinden sind Polina im Norden, Gemerská Ves im Nordosten und Osten, Levkuška im Südosten, Otročok und Gemerské Michalovce im Süden, Valice im Westen und Vyšné Valice im Nordwesten.

## Geschichte

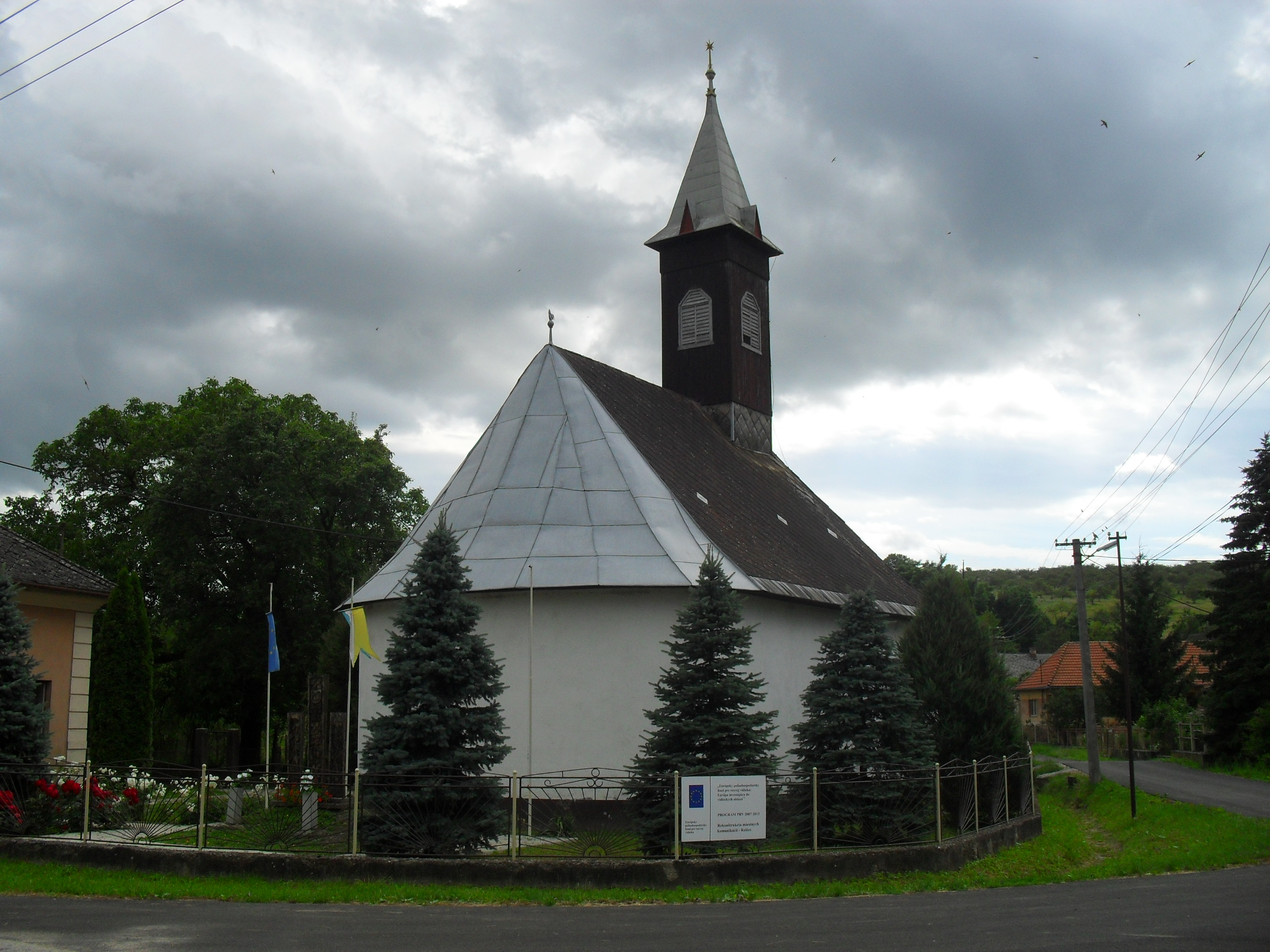
Reformierte Kirche in Rašice

Rašice wurde zum ersten Mal 1334 als Keethraas beziehungsweise Raas Superior schriftlich erwähnt, als der ursprüngliche Ort Raas (1266) geteilt wurde. Das Dorf war Besitz des Geschlechts Bebek, das hier im Jahr 1549 acht Porta besaß. Die Bevölkerung flüchtete in der Zeit der Türkenkriege. 1773 wohnten hier 24 leibeigene Bauernfamilien, 1828 zählte man 36 Häuser und 279 Einwohner, die als Landwirte beschäftigt waren.
Das abgetrennte Dorf Ráš hatte im Jahr 1427 14 Porta und war Besitz der Geschlechter Soldos (im 15. Jh.) und Darvas (im 16. Jh.). Während der Türkenkriege kam es zu einem Untergang und ist seither nur ein Weiler, administrativ Teil der Gemeinde Rašice.
Bis 1918 gehörte der im Komitat Gemer und Kleinhont liegende Ort zum Königreich Ungarn und kam danach zur Tschechoslowakei beziehungsweise heute Slowakei. Auf Grund des Ersten Wiener Schiedsspruchs lag der Ort von 1938 bis 1944 noch einmal in Ungarn.

## Bevölkerung
| Jahr                | 1994 | 2004     | 2014     | 2024    |
| ------------------- | ---- | -------- | -------- | ------- |
| Anzahl der Personen | 151  | 135      | 112      | 112     |
| Unterschied         |      | −10,59 % | −17,03 % | −1,42 % |

| Jahr                | 2023 | 2024    |
| ------------------- | ---- | ------- |
| Anzahl der Personen | 111  | 112     |
| Unterschied         |      | +0,90 % |

Nach der Volkszählung 2011 wohnten in Rašice 123 Einwohner, davon 115 Magyaren, sechs Slowaken und zwei Roma.
87 Einwohner bekannten sich zur reformierten Kirche, 27 Einwohner zur römisch-katholischen Kirche und ein Einwohner zur Evangelischen Kirche A. B. Ein Einwohner bekannte sich zu einer anderen Konfession, drei Einwohner waren konfessionslos und bei vier Einwohnern wurde die Konfession nicht ermittelt.

## Baudenkmäler
- reformierte (calvinistische) Kirche im gotischen Stil aus dem Jahr 1309, 1791 im klassizistischen Stil neu gestaltet